# Malaysias flagga

Malaysias handelsflagga, proportioner 1:2

Malaysias örlogsflagga, proportioner 1:2

Malaysias flagga (Jalur Gemilang) består av 14 röda och vita ränder, som representerar de 13 delstaterna och den federala centralregeringen. I den blå kantonen finns den islamska halvmånen och en 14-uddig stjärna, båda i den kungliga gula färgen. Kantonen står för enigheten mellan de malaysiska folken. Den nuvarande flaggan antogs den 16 september 1963 och har proportionerna är 1:2.

## Historik
Malaysia är en federation av delstater inom det brittiska samväldet. Liksom USA:s flagga representerar de röda och vita ränderna var sin delstat, men det är omtvistat om flaggan bygger på USA:s flagga eller på den flagga som användes av det brittiska ostindiska kompaniet. Rött och vitt har varit traditionella färger i Sydostasien långt före kolonialismen, och används till exempel i Indonesiens flagga.
När flaggan skapades i samband med att Malajiska federationen tillkom 1948 hade flaggan 11 ränder, vilket representerade de före detta brittiska besittningar som ingick i federationen. Stjärnan i kantonen hade också 11 uddar. När Singapore, Sarawak och Sabah anslöts till federationen 1963 utökades antalet ränder och uddar till 14. Singapore lämnade federationen 1965, men flaggans utformning ändrades inte. Den fjortonde randen respektive udden sägs nu stå för det federala distriktet Kuala Lumpur.

### Tidigare flaggor

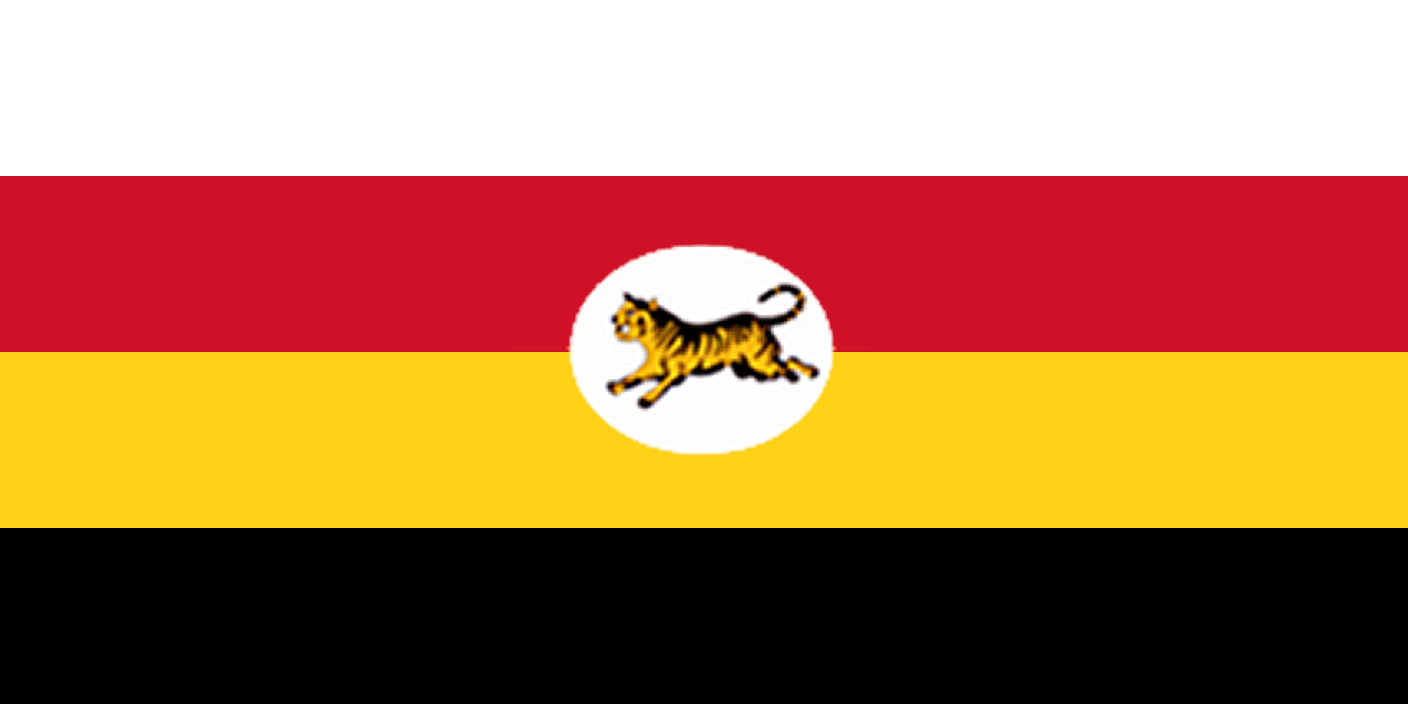
Det brittiska protektoratet i Malaysias flagga (1895–1946). Delar av Malaysia hörde hit.
1950-1963, 11 ränder
1963-, 14 ränder

## Övriga flaggor
Vid sidan av nationsflaggan har Malaysia separata handels- och örlogsflaggor, bägge efter brittiskt mönster. Handelsflaggan är röd med nationsflaggan i kantonen och ansluter därmed till Storbritanniens handelsflagga red ensign. Örlogsflaggan är byggd på den brittiska örlogsflaggan white ensign. Istället för ett andreaskors har den malaysiska örlogsflaggan ett emblem med ankare och korslagda vapen i flaggans yttre del.

## Delstaternas flaggor
Var och en av Malaysias 13 delstater och tre federala territorier har egna flaggor.

Johor
Kedah
Kelantan
Kuala Lumpur
Labuan
Malacka
Negeri Sembilan
Pahang
Perak
Perlis
Pinang
Putrajaya
Sabah
Sarawak
Selangor
Terengganu